# Jerzy Łazewski
Jerzy Łazewski (ur. 12 kwietnia 1967 w Białymstoku) – polski aktor teatralny i filmowy.

## Życiorys
Jest absolwentem warszawskiej PWST. Współpracował z teatrami Polskim, Studio, Konsekwentnym i Adekwatnym w Warszawie. Występował w spektaklach teatralnych w reżyserii m.in. Jerzego Grzegorzewskiego (Don Juan Moliera, La Bohème według Wyspiańskiego, Cztery komedie równoległe według Dostojewskiego) i Mariusza Trelińskiego (Lautréamont-Sny), a także w
Teatrze Telewizji (m.in. w roli tytułowej w Don Carlosie Schillera w reżyserii Laco Adamika),
w filmach (m.in.jako Jezus w filmie Faustyna) i w serialach (m.in. Plebania).
Laureat I nagrody za monodram Dwa razy dwa – cztery, czyli wszystko co piękne i wzniosłe według Dostojewskiego oraz nagrody specjalnej jury za najlepszy scenariusz (razem z Małgorzatą Szyszką) na XXXII Ogólnopolskim Festiwalu Teatrów Jednego Aktora we Wrocławiu.
Prowadził zajęcia z dykcji w warszawskiej Akademii Teatralnej, wykładał również kulturę żywego słowa w Podyplomowym Studium Logopedycznym na Uniwersytecie Kardynała Wyszyńskiego w Warszawie. Jest współautorem podręczników Uczymy się poprawnej wymowy oraz O błędach wymowy książeczka dla dzieci tudzież wyższych urzędników państwowych. W 2019 r. uzyskał na Akademii Teatralnej stopień doktora sztuk filmowych i teatralnych. 

## Filmografia
- 1992: Żegnaj Rockefeller − Piotrek Orłowski
- 1993-1994: Zespół adwokacki − chirurg Jurek
- 1993: Straszny sen Dzidziusia Górkiewicza − policjant
- 1993: Goodbye Rockefeller − Piotrek Orłowski
- 1994: Panna z mokrą głową (serial) (odc. 4 i 6)
- 1994: Panna z mokrą głową
- 1994: Faustyna − młody żebrak, Chrystus w wizjach siostry Faustyny
- 1994: Dama kameliowa
- 1996: Tajemnica Sagali − myśliwy w Biskupinie (odc. 4 i 5)
- 1997: Drugi brzeg − Heinrich von Kleist
- 1997: Wojenna narzeczona − żołnierz francuski (odc. 1)
- 1998: Złoto dezerterów − „Anhelli"
- 1999: Na koniec świata − żandarm
- 1999: Moja Angelika − policjant
- 2001-2003: Plebania − Aleksander Zaruba, nauczyciel historii w hrubielowskim liceum
- 2003-2011: Na Wspólnej − lekarz
- 2005: Przybyli ułani − podoficer bolszewicki
- 2005-2007: Na dobre i na złe − lekarz (odc. 209); Paweł, lekarz z „Poltransplantu” (odc. 308)
- 2005-2006: Magda M. − Krzysztof Tułowski, klient Magdy (odc. 15, 17 i 18)
- 2005: Boża podszewka II (odc. 13)
- 2006: Fala zbrodni (odc. 55)
- 2010: Duch w dom − policjant z drogówki (odc. 7)
- 2010-2011: Barwy szczęścia − ksiądz Antoni
- 2018: Prymas Hlond − mężczyzna z Polski